# سیاه دودی

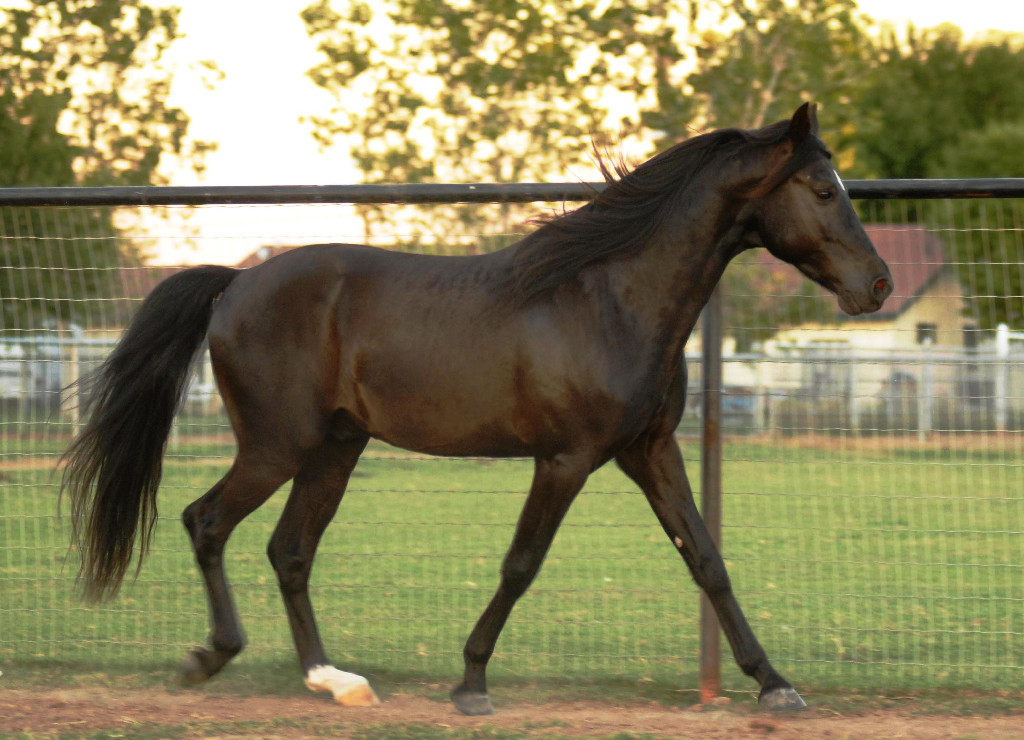
یک اسب سیاه دودی میسوری با رنگ سیاه نمادین آن

سیاه دودی (یا سیاهِ ناقلِ کِرِم) یک رنگ موی اسب است که از نظر دیداری قابل شناسایی نیست: اسب سیاه به نظر می‌رسد. سیاه دودی با عمل یک ژن کرم هتروزیگوت (تک‌کپی) روی رنگ پایهٔ سیاه ایجاد می‌شود. بنابراین، سیاه دودی عضوی از خانواده کرم با رنگ پوشش رقیق‌شده است و در جمعیت‌های اسب یافت می‌شود که دارای رنگ‌های دیگر مبتنی بر ژن کرم مانند پالومینو، پوست‌سیاه، پرلینو، کرملو و کرم دودی هستند. همه سیاه‌های دودی باید حداقل یکی از والدینشان دارای ژن کرم باشند و سیاه‌دودی را فقط می‌توان از طریق آزمایش DNA یا والدین تأیید کرد.

دو کپی از ژن کِرِم روی یک پوشش پایه سیاه، یک کرم دودی تولید می‌کند، یک اسب کرم رنگ که از نظر دیداری تشخیص آن از پرلینو یا کرملو دشوار است، اما از طریق آزمایش DNA قابل شناسایی است.

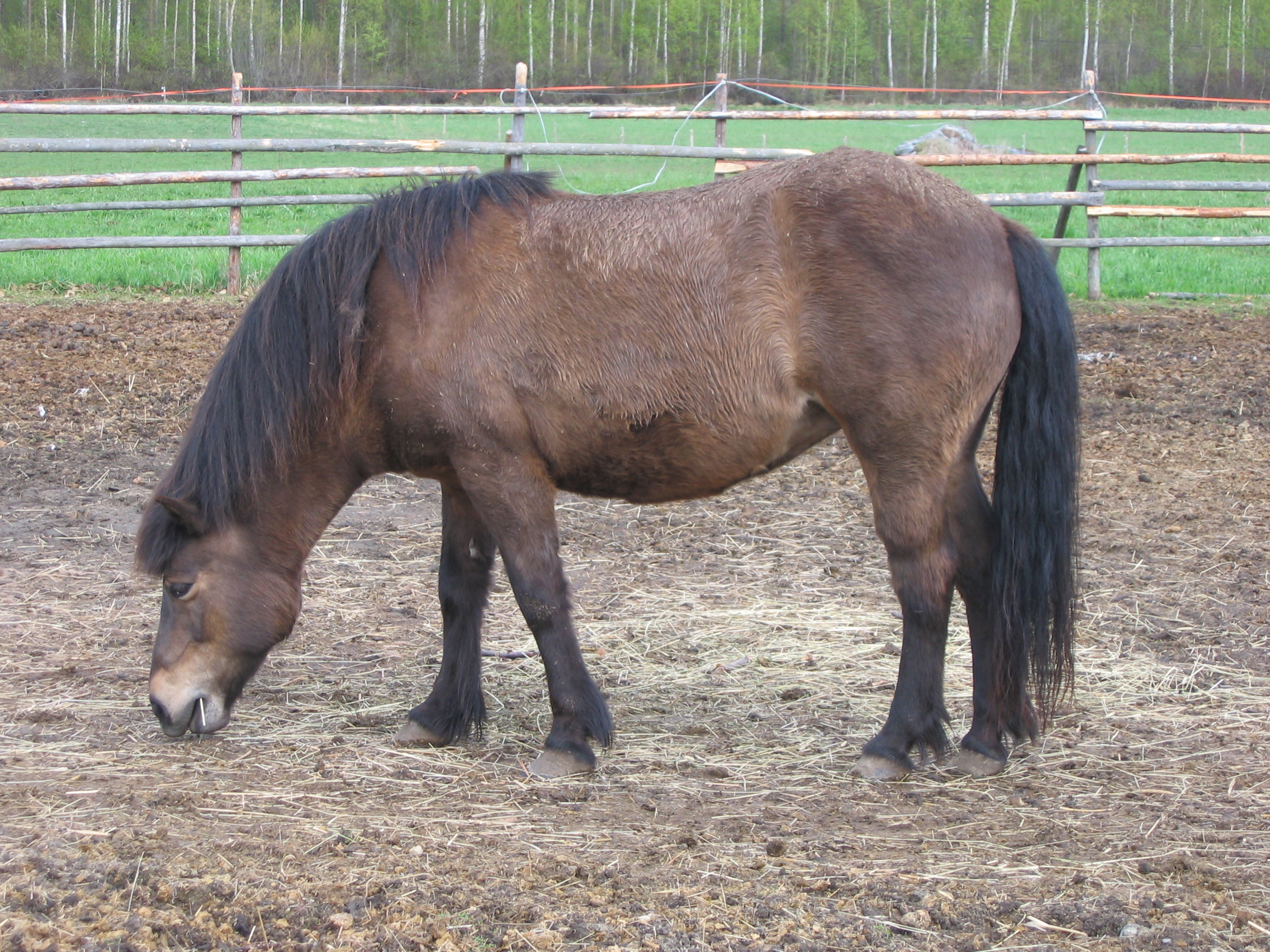
یک اسب ایسلندی با رنگ سیاه دودی. به دلیل کم رنگ شدن، رنگ آن شبیه کهرِ تیره شده‌است.